# Trolldalen, Lidingö
Trolldalen är en småort på norra delen av Lidingö kommun vid Askrikefjärden, i stadsdelen Sticklinge som tillkom år 1912 och därefter på mark som tidigare hade tillhört Bo gård och Sticklinge gård. Enligt kommunen utgör Trolldalen en miljö som är kulturhistoriskt värdefull och skall bevaras. Trolldalen räknas efter Grönstakolonin (grundad 1910) till Sveriges näst äldsta sportstugeområde.

## Historik
Både Grönstakolonins och Trolldalens sportstugekolonins initiativtagare var Stig Milles, yngre bror till den känd skulptören Carl Milles, båda anlades ursprungligen som  sportstugeområden. Området i Trolldalen indelades i kvarter om cirka 500 m² vilka fick namn som Sportmannen, Sportstugan, Bergtrollet, Trollbacken, Skogstrollet, Huldran och liknande. Tanken var även att vända sig till mindre bemedlade. 
Det finns tre byggnadstyper där en är inspirerad av mellansvenska torpstugor, en av dalastilen och den tredje är präglad av egnahemsvillor. Det första utbyggnadsskedet skedde mellan 1912 och 1925. Stig Milles var den första som köpte en fastighet (då 693 m²) för 1 500 kronor och byggde 1912 sin stuga, som bestod först av ett rum, kök och farstu (senare tillbyggd). Stugan är exteriört välbevarad och har stort kulturhistoriskt värde. Fastigheten Lidingö 4:172 skyddas i planen genom Q-märkning som betecknar att byggnaden är särskilt kulturhistoriskt värdefull och inte får förvanskas. 

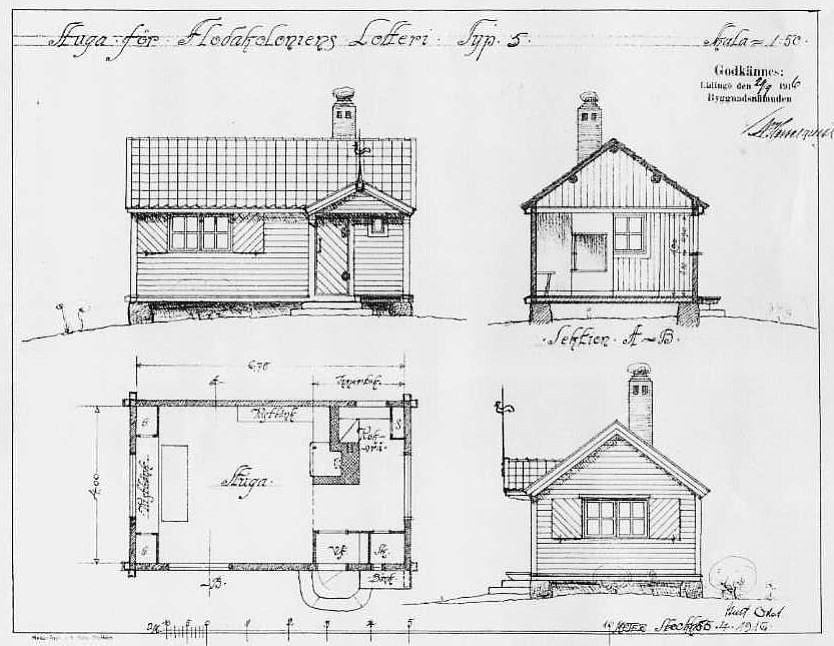
Lotteristugan typ 5, ritad av Gustaf Odel.

En annan q-märkt fastighet är den så kallade Lotteristugan typ 5 ritad av Gustaf Odel och belägen vid Trolldalsvägens norra sida. Lotteri- eller utställningsstugorna var högsta vinsten i Flodalotteriet 1916, eller kom från Förbundets för Fysisk Fostran - utställningar på Lill-Jans plan 1914 och på Skansen 1915. Fastigheten Lidingö 4:158/4:163/4:164 är bebyggd med en högt belägen byggnad i klassicistisk stil med kolonner under en utkragad övervåning. Den ritades 1917 av Evert Milles. Byggnaden är välhållen och kulturhistoriskt mycket värdefull. Huset skyddas därför i planen med "q". 
Trolldalen byggdes successivt ut under de första tio åren. 1913 fanns det sex stugor och 1920 fanns det 36 stugor. Ett skönhetsråd bildades 1920 som övertog granskningen av ritningarna. En tennisbana anlades på 1930-talet. På ängen invid tennisbanan hade Trolldalens Ungdomsklubb idrottsövningar. Till en början kunde man endast ta sig till området med Lidingöbanan som stannade vid Kyrkviken hållplats, nära Bo gård. Därefter fick man ta en promenad på cirka en halvtimme. Ganska snart upprättades en ångbåtsförbindelse med fastlandet och en väg drogs fram till området (dagens Trolldalsvägen). 
De flesta stugorna i området ritades av arkitekt Evert Milles, bror till Stig Milles och av Gustaf Odel, en av Sveriges sportstugepionjärer. Det var också Stig Milles och de första pionjärerna som namngav platsen efter områdets vildmarkskaraktär och med syftning på det intilliggande Trollberget. Milles var ordförande i Trolldalens Fastighetsägarförening i många år såväl som i det Trolldalens skönhetsråd.
Om byggandet stadgades:
- Å tomten, som skall bebyggas i öfverensstämmelse med bestämmelserna i för Lidingö köping fastställd byggnadsordning, får icke mer än en mindre sportstuga jämte för densamma nödigt uthus uppföras. Stugan får ej innehålla mer än ett kök och byggnaderna tillsammans ej upptaga mer än 1/15 af tomtarealen.

### Trolldalen idag
Vid slutet av 1950-talet uppkom ett stort bebyggelsetryck med önskan om åretruntboende och krav på vatten- och avloppsanläggningar. För att hindra en sådan utveckling tillkom en byggnadsplan 1961. I takt med ökat permanentboende har områdets sportstugekaraktär gradvis minskat. Frågan om en ny detaljplan för att säkerställa Trolldalens karaktär och samtidigt möjliggöra vissa utbyggnader, i första hand för att klara de sanitära kraven, har diskuterats en längre tid. 
I mars 1996 uppdrog kommunstyrelsen åt stadsbyggnadskontoret att tillsammans med gatu- samt miljö- och hälsoskyddskontoren utreda förutsättningarna för ett bevarande av Trolldalens karaktär och samtidigt redovisa hur VA-frågan kan lösas. Arbetet utmynnade våren 1998 i ett förslag till principer för bevarande av Trolldalen. År 2000 fastställde Lidingö kommun en detaljplan för att exteriört bevara de äldsta husen och att slå vart om Trolldalens karaktär. Den tidigare byggnadsplanen från 1961 upphävdes därmed. Idag består området av ett 50-tal fastigheter. De avstyckade fastigheterna är enskilt ägda. Övrig mark, inklusive två bebyggda arrendelotter, ägs av Lidingö Stads Tomt AB.

## Bilder

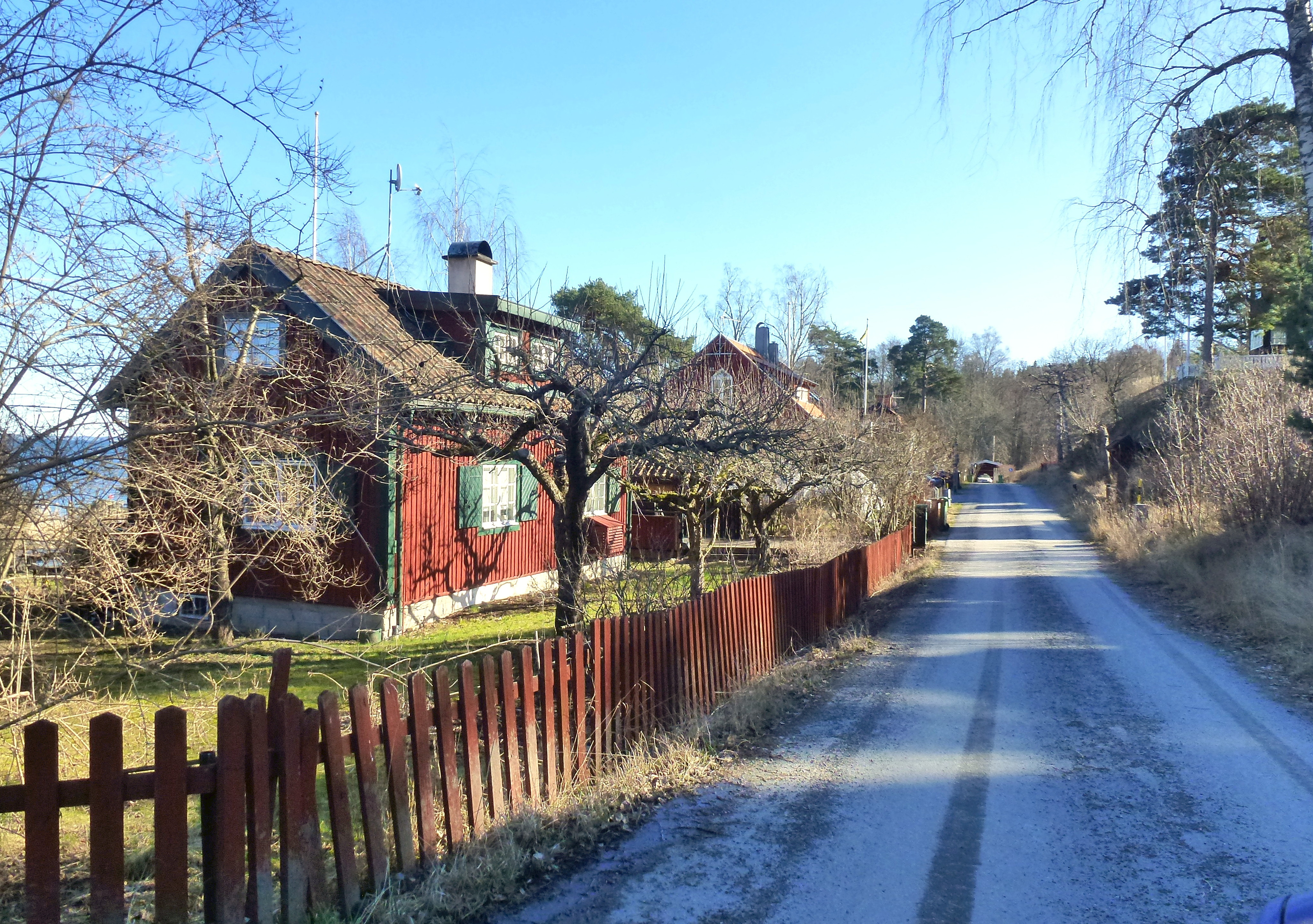
Trolldalsvägen österut.
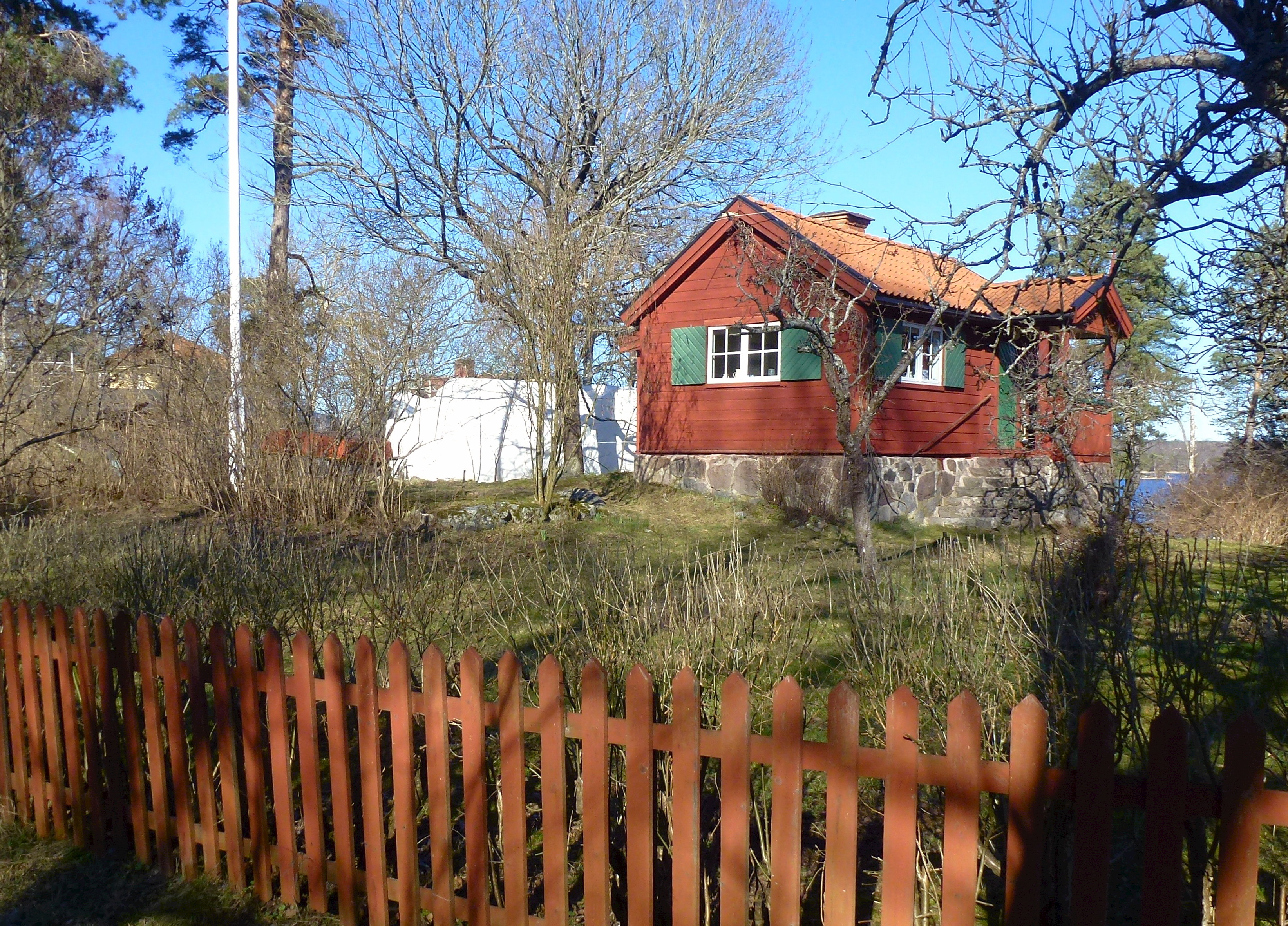
Lotteristuga typ 5 ritad av Gustaf Odel.
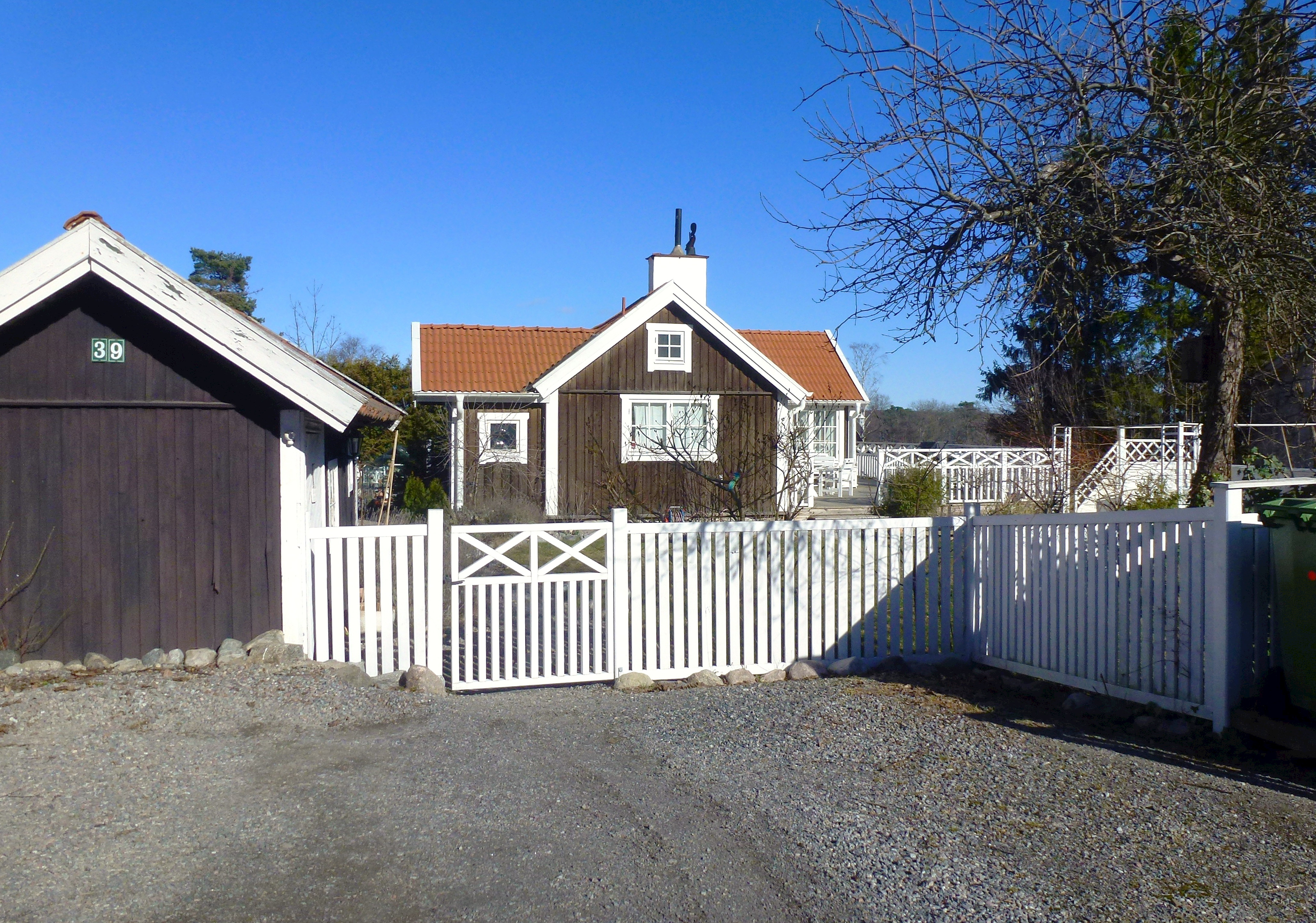
Trolldalsvägen 39.
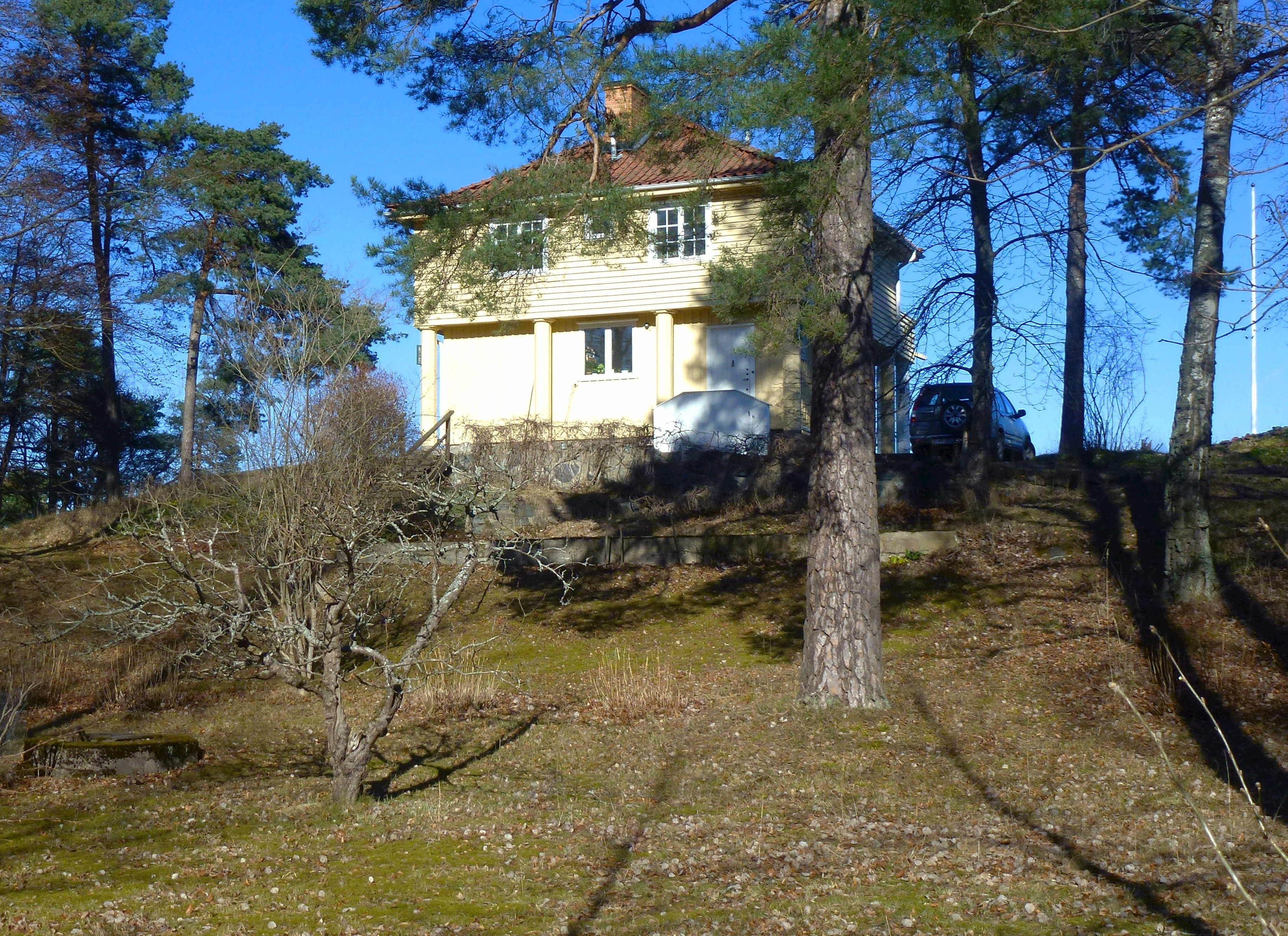
Trolldalsvägen 17 ritad av Evert Milles.
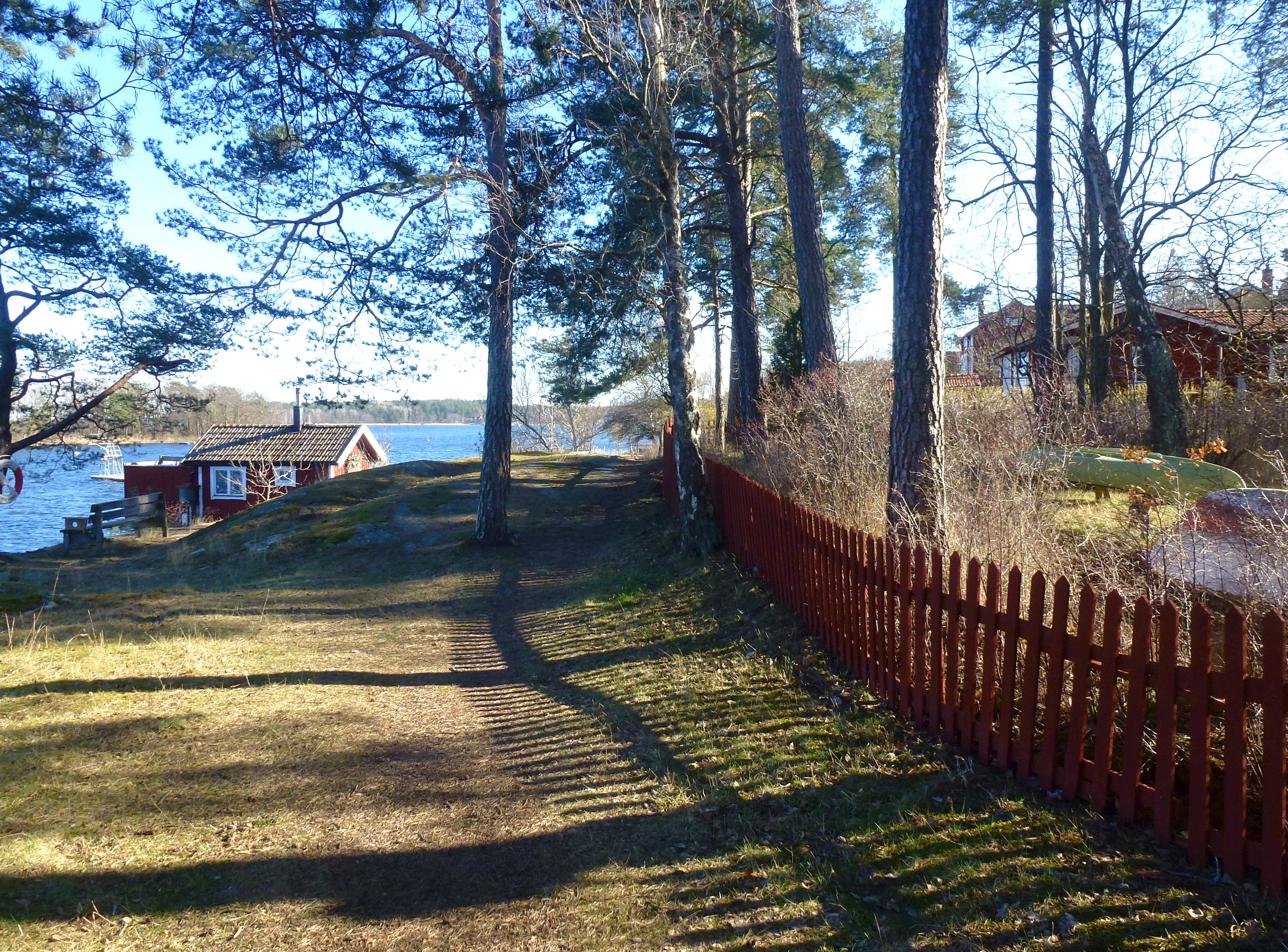
Strandområdet.

### Fotnoter
1. 1 2  Statistiska småorter 2023, befolkning, landareal, befolkningstäthet per småort, SCB, 28 november 2024, läs online.[källa från Wikidata]
2. ↑  Kodnyckel för SCB:s statistiska tätorter och småorter - Koppling mellan gammalt och nytt kodsystem, SCB, 11 november 2021, läs online.[källa från Wikidata]
3. ↑  Tage Ahlin (1990). Trolldalen vid Askrikefjärden - En krönika i ord och bild. Lidingö: Lidingö Hembygdsförening